# Bedő (keresztnév)
A Bedő magyar eredetű férfinév, az ismeretlen eredetű Bed név származéka, esetleg a Benedek névből származik.

## Képzett nevek
- Bedecs:[1] szintén a Bed név kicsinyítőképzős változata[2]

## Gyakorisága
Az 1990-es években szórványosan fordultak elő, a 2000-es években nem szerepelnek a 100 leggyakoribb férfinév között.

## Névnapok
Bedő, Bedecs:
- május 25.[2]
- október 16.[2]